# Lucía Taboada Vázquez
Lucía Taboada Vázquez   (Vigo, 1986) és una periodista i escriptora gallega. Ha estat guardonada amb el premi Panenka al Llibre de l'any de 2019 per Como siempre, lo de siempre.

## Trajectòria
Taboada va estudiar periodisme a la Universitat Complutense de Madrid. Treballa com a redactora a «Todo por la radio», un espai del programa La Ventana de Cadena SER dirigit i presentat per Carles Francino. També ha col·laborat puntualment en altres programes de ràdio com Carne cruda. Ha publicat articles en mitjans de comunicació escrits com El País, on cobreix temes de gastronomia, a l'As, on escriu sobre futbol, i en revistes com GQ i Vogue tractant temes de cultura, especialment de cinema i televisió.
També ha col·laborat amb la il·lustradora Raquel Córcoles, creadora del personatge Moderna de Poble, en la creació i el guió del personatge de La ImPerfecta. Amb el personatge de La ImPerfecta com a protagonista, Taboada i Córcoles han publicat dos llibres: Dejar de amargarse para ImPerfectas el 2014 i Fuera complejos para ImPerfectas el 2016. Segons 20 minutos, és «un llibre que explora l'obsessió per la perfecció a base d'humor» i «proposa un pla de vint-i-un dies per ajudar les dones a sentir-se millor amb la imatge física».
Taboada va publicar el 2015 #Hiperconnectados: en una relación estable con Internet, on realitza una crítica a la dependència de les xarxes socials i la tecnologia. El llibre compta amb il·lustracions d'Ester Córcoles, germana de Raquel Córcoles. Uns anys després, el 2019, va publicar amb l'editorial Libros del K.O. Como siempre, lo de siempre, dins de la seva col·lecció «Hooligans ilustrados», en el qual Taboada aborda la seva passió pel futbol com a aficionada del Real Club Celta de Vigo. Aquest treball va ser guardonat amb el premi Panenka al Llibre de l'any, atorgat per la revista Panenka especialitzada en futbol. A l'agost de 2023 va fitxar per Mediaset Espanya per a presentar El desmarque Cuatro. Cinc mesos després, des del 29 de gener del 2024, va passar a presentar l'edició vespertina diària d'El desmarque Telecinco .

## Obra publicada
- 2014 – Dejar de amargarse para ImPerfectas. Editorial Planeta. ISBN 9788408131854.
- 2015 – #Hiperconectados: en una relación estable con Internet. Editorial Planeta. ISBN 9788408147077.
- 2016 – Fuera complejos para ImPerfectas. Editorial Planeta. ISBN 9788408153078.
- 2019 – Como siempre, lo de siempre. Libros del K.O. ISBN 9788417678128.